# Якушев Владислав Володимирович
Якушев Владислав Володимирович (нар. 20 листопада 1975) – український письменник, журналіст, спортсмен, громадський діяч. Учасник Революції Гідності, російсько-української війни. Автор популярної книги «Карателі», яка описує події російсько-української війни у період 2015-2016 рр.

## Життєпис
Владислав Якушев народився у місті Львові, у сім’ї інженерів. Батько Якушев Володимир Семенович, мати Якушева Ірина Володимирівна.
Навчався у СШ №3, м. Львів. У 1992 році вступив у Львівський політехнічний інститут на факультет автоматики та вимірювальної техніки.
Під час навчання включений до збірної ДУ «ЛП» з пауерліфтингу. Брав участь у змаганнях, у 1995 отримав звання кандидата у майстри спорту. Суддя першої категорії з пауерліфтінгу. Одночасно займається у секції фріфайту. Член Львівської обласної федерації кік-боксингу.
Закінчив навчання у 1997 році із дипломом спеціаліста як інженер-електрик.
Декілька років працює за спеціальністю, у 1999 стає керівником гуртка програмування у Львівській міській дитячо-юнацькій школі.
У 2000 році приймає рішення здійснити свою юнацьку мрію та стати журналістом. Починає писати для газети «Експрес».
У 2000 році починає створювати мережу безкоштовних спортивних залів для дітей-сиріт та дітей із малозабезпечених сімей. Заснував громадську організацію «Ліга реформ». Особисто тренував дітей у секції самозахисту. Згодом мережа налічуватиме три спортивні зали, в яких кожного року безкоштовно займатимуться спортом більше як 100 дітей із малозабезпечених сімей.
Із 2001 року позаштатний кореспондент кількох львівських видань.
У 2006-2007 працює у популярному львівському тижневику «Аргумент-газета». Стає одним із засновників жанру «Журналістський експеримент». Є автором статей практично всіх львівських газет. Спеціалізується на журналістських експериментах, розслідуваннях, політичній аналітиці.
У 2006 році як журналістським експериментом балотується на посаду міського голови Львова. Серед 23 кандидатів посідає 10-те місце.
У період з 2007 по 2008 працює у газеті «Post-Поступ». 
Бере участь у розробці Інформаційно-аналітичної агенції ZAXID.NET, а після створення сайту займає там посаду редактора відділу аналітики. Є автором статей багатьох загальноукраїнських видань.
У 2012-2013 головний редактор юридичного журналу «Человек и право в Украине» (м. Київ). Паралельно спецкор українського бюро «РИА-Новости».
У червні 2014 року розриває співпрацю із російськими «РИА-Новости» через антиукраїнську спрямованість багатьох матеріалів бюро.
У 2013 створює журнал «Кримінальне чтиво. Захід» (м. Львів). Журнал спеціалізується на журналістських розслідуваннях і швидко стає популярним. Зокрема, завдяки публікаціям у журналі вдалося викрити багатомільйонні оборудки тодішнього керівництва ПАТ «Львівгаз».
Із початком Революції Гідності вступає до афганської сотні, активний учасник спротиву.
У 2015 році мобілізований до лав ЗСУ. У період з квітня 2015 по грудень 2016 - начальник прес-служби 14 ОМБР (Окремої механізованої бригади).
Занесений російською пропагандою до «списку карателів».
Після демобілізації впродовж року працює над художньою книгою «Карателі», яка вийде у вересні 2018 року. За півроку «Карателі» стануть однією з найпопулярніших книг про російсько-українську війну.

### Революція Гідності
Під час Революції Гідності Влад Якушев розуміє, що не може залишатись нейтральним журналістом, тому вирішує тимчасово припинити свою журналістську діяльність та взяти участь у революції.
Після перших побиттів журналістів Влад Якушев організує з бійців ММА групу, яка бере на себе зобов’язання охороняти іноземних журналістів від міліції та тітушок.
У лютому 2014 записується в 3-ій афганський взвод. Бере участь у активних діях протестувальників.
17 лютого напередодні мирного наступу афганці отримують інформацію, що керівництво Оперативного командування «Захід» має від Януковича наказ підготувати бойову техніку до виїзду на Київ.
Влад Якушев виїжджає до Львова, формує колону із дев’яти машин, отримує від мера Львова Андрія Садового згоду представлятися делегатом міської влади на переговорах із командувачем ОК «Захід» та виїжджає до Рівного.
У Рівному делегація зустрічається з мером та командувачем ОК «Захід» Ігорем Колесником. Під час зустрічі з офіцерами ОК «Захід» представники революційних сил отримують запевнення, що техніка залишиться в частинах, а у разі придушення революції у Києві та рейду «Беркуту» на Рівне будуть захищати мирних жителів міста разом із протестувальниками.
Після повернення до Львова бере участь у Ночі Гніву, формує зі спортсменів загін та повертається до Києва, де залишається до повної перемоги революції.

### Російсько-українська війна
Із початком бойових дій у 2014 році добровільно йде у військкомат, але отримує відповідь, що його військова спеціальність (оператор РЛС) не затребувана. Навесні 2015 року, після впровадження у бригадах ЗСУ посади прес-секретаря, мобілізовується у 14-ту ОМБР на посаду керівника прес-служби бригади.
У червні 2015 бригада займає оборону у Секторі «М», захищаючи Маріуполь. На початку вересня 2015 року 14 ОМБР передислоковується на Донецький напрямок, займаючи оборону міст Мар’їнка та Красногорівка.
Влад Якушев змінює стандарт роботи бригадних прес-офіцерів у АТО. Переселяється на передову, щоб особисто бути в курсі подій. Разом із солдатами виходить на бойові чергування, безпосередньо бере участь у боях.
У лютому 2016 Влад Якушев висвітлює проблеми військових у статті "1000 "бойових" і "агенти Кремля". У статті піднімаються болючі питання: невиплата бойової тисячі за день боїв, які обіцяв військовим президент; десятикратний розмір, який стягується з військовослужбовців за втрачені речі; відсутність конкретних дат демобілізації 4-ї, 5-ї та 6-ї хвиль мобілізації.
Стаття викликала широкий резонанс. Якушева відстороняють від роботи із журналістами та під наглядом офіцера контрозвідки супроводжують у штаб бригади, де примушують виключити мобільні телефони. Через раптове зникнення зі зв’язку журналісти розпочинають пошук Влада Якушева, запускають флешмоб #Якушевтримайся. Солідарність з відстороненим прес-офіцером висловлюють військовослужбовці всіх бригад, які перебувають на передовій.
Під тиском громадськості та через побоювання бунту у воюючих частинах Якушева викликають у Київ у Міністерство оборони України. Під час тижневого відрядження Влад Якушев активно працює із чиновниками міністерства та журналістами, шукаючи можливості вирішити перелічені проблеми військових. Завдяки резонансу та безпрецедентній підтримці Якушева громадянами України більшість озвучених проблем вдається вирішити.
Скасовується норма про штрафування у десятикратному розмірі за втрачені речі, встановлюються конкретні дати демобілізації з лав ЗСУ, бійці 14-ї ОМБР отримують близько 500 тис. гривень за участь у бойових діях.
У листопаді 2016 Влад Якушев демобілізується з лав ЗСУ у званні старшого лейтенанта.
Після повномасштабного вторгнення Росії на територію України 24 лютого 2022 року одразу добровільно повертається до армії. Потрапивши до лав 140-го батальйону Морської піхоти, був призначений командиром розвідувального взводу.
У березні 2022 у боях за с. Новомихайлівка Донецької області отримав осколкові поранення у плече і в голову. Після двох тижнів у шпиталі повернувся на передову. Однак уже на початку травня біля Оріхового на Луганщині був поранений вдруге – куля потрапила в ліву руку.
Перебуваючи на лікуванні у Львові, займається збором волонтерської допомоги для армії.
Після трьох місяців лікування повертається на службу.
Паралельно зі службою веде свій YouTube-канал, де викладає практичні рекомендації для військових, які ще не мають бойового досвіду.

### Творчість
Із 1997 року пише серію оповідань, які розміщує на літературних форумах. Має низку перемог у літературних конкурсах. Зокрема, у 2003 році із оповіданням «Играть с жизнью» переміг у конкурсі журналу «Рок-оракул», де був надрукований під псевдонімом Брати Балаганови.
У 2006 році на гроші меценатів виходить перша частина фантастичної повісті «Путівник грішників». Через брак коштів уривок повісті оформлюють як завершену роботу.
Якушев шукає видавців. Звертається із пропозиціями щодо збірника оповідань до українських видавництв, але не отримує відповідей.
Довший період пише «у стіл». По-справжньому повертається до творчості після повернення з фронту.
Автор оповідання «Щоденник шестикласника» у збірці «Десять історій для хлопців», Видавництво Старого Лева.
Більше ніж на рік переїжджає в Івано-Франківську область, село Пуків – у родинну хату свого кума Андрія Лотоцького та працює над книгою «Карателі».
Роман буде опублікований восени 2018 року видавництвом «ДІПА».
Книжка насамперед про людей на війні. Кадрових та мобілізованих, адекватних і не дуже. Всі вони вирішили захищати свою країну і прийшли в армію. Хтось за повісткою, хтось добровільно. У книзі багато сюжетних ліній, які з часом перетинаються. А оскільки книга про людей, то серед головних героїв не тільки військові, а й цивільні – люди, які живуть у зоні АТО. Хоча Влад Якушев пише не тільки про людей. Серед головних героїв і тварини, які теж мають свій погляд на цю війну.
Книга художня, але написана на основі реальних подій.
«Усі, хто загинув у книзі, загинули і у реальному житті. Тому це і моя особиста книга пам’яті», – каже автор.
Проте у книзі те тільки трагічні події. Із героями роману трапляється і чимало кумедних випадків.
Влад Якушев написав сценарій повнометражного фільму за мотивами книги «Карателі». Зараз обговорюється можливість зйомок кінострічки, яка буде мати назву «Мобілізяки».
Влад Якушев також є автором документально фільму «Нічні Тіні» про 1-ий батальйон 14-ї ОМБР.
У травні 2019 у видавництві «ДІПА» вийшла друга книга Влада Якушева, написана у співавсторстві з Андрієм Лотоцьким – «Сірі археологи». Це перша книжка трилогії про неймовірні пригоди двох кумів, які за допомогою металошукача впродовж багатьох років шукають скарб. Назва трилогії: «Двоє з лопатою», бо, власне, кумів двоє. Яша та Батя мають свою іноді дещо дивну філософію життя, можливо, тому весь час потрапляють у різноманітні пригоди. Іноді доля усміхається їм, і кумам вдається знаходити цікаві старовинні речі. Як же ці предмети опинились на цьому місці? Книга допоможе читачу припідняти завісу століть і дізнатись про це.
Книга написана на основі реальних подій.
Також у 2019 побачила світ третя книга збірки оповідань АТОвців – «4-5-0», в яку ввійшло оповідання Влада Якушева під назвою «Фігурки у тирі». Збірку презентував редактор і письменник Василь Піддубний на Першому форумі військових письменників у Львові.
Друга книга з трилогії «Двоє з лопатою» – «Розкрадачі лісових смітників» – вийшла у 2020 році.
У лютому 2022 році побачила світ книга Влада Якушева «Мобілізяка», в якій уже відображена особиста історія автора під час його перебування на фронті у 2015-2016 роках. Книга умістила багато фотографій, а також QR-коди до відео, знятих як самим автором, так і журналістами, які висвітлювали події російсько-української війни у той період.
Восени 2022 року під час відрядження до Києва написав оповідання «Вогняна колісниця» про події уже після повномасштабного вторгнення, учасником яких був у статусі командира взводу розвідки Морської піхоти. Це оповідання отримало третю премію у польському літературному конкурсі "Ми після 24 лютого 2022" і було перекладено польською мовою.